# Natation aux Jeux méditerranéens
Les compétitions de natation font partie du programme des Jeux méditerranéens depuis la première édition de la compétition en 1951. 

## Éditions
| #  | Édition | Ville      | Pays        |
| -- | ------- | ---------- | ----------- |
| 1  | 1951    | Alexandrie | Égypte      |
| 2  | 1955    | Barcelone  | Espagne     |
| 3  | 1959    | Beyrouth   | Liban       |
| 4  | 1963    | Naples     | Italie      |
| 5  | 1967    | Tunis      | Tunisie     |
| 6  | 1971    | Izmir      | Turquie     |
| 7  | 1975    | Alger      | Algérie     |
| 8  | 1979    | Split      | Yougoslavie |
| 9  | 1983    | Casablanca | Maroc       |
| 10 | 1987    | Lattaquié  | Syrie       |
| 11 | 1991    | Athènes    | Grèce       |
| 12 | 1993    | Narbonne   | France      |
| 13 | 1997    | Bari       | Italie      |
| 14 | 2001    | Tunis      | Tunisie     |
| 15 | 2005    | Almería    | Espagne     |
| 16 | 2009    | Pescara    | Italie      |
| 17 | 2013    | Mersin     | Turquie     |
| 18 | 2018    | Tarragone  | Espagne     |
| 19 | 2022    | Oran       | Algérie     |